# Carlsberg (band)
Carlsberg was een Nederlandse rockgroep rond Rob Kruisman en bestond van 1974 tot 1983. Het bekendste nummer van de groep is de hit All the president's men uit 1979.

## Biografie
Carlsberg werd in 1974 opgericht door Arti Kraaijeveld, die eind 1970 uit de Bintangs gezet was en ook nog in Kraaijeveld had gespeeld. De groep had sindsdien een vaak wisselende samenstelling, waarvan enkel ex-Ekseption-lid Rob Kruisman alle jaren als zanger en saxofonist deel uit heeft gemaakt. Eind 1975 bracht de groep zijn eerste single Sweet Louise uit. Deze haalde de Tipparade. Het nummer was door Kraaijeveld geschreven en geproduceerd, maar hij verliet kort daarna de groep. Na zijn vertrek zat hij kort in de band Uzi en ging daarna solo. Carlsberg bestond vanaf dat moment nog uit zanger Rob Kruisman, gitarist Han Bavinck, bassist André Versluijs, drummer Bart Terlaak en percussionist Egon Jansen. De opvolger Rock on bleef onopgemerkt. In Noord-Holland bleef Carlsberg een van de populairste live acts.
Jansen, Bavinck en Versluijs verlieten later de groep. Zij werden in 1977 vervangen door gitarist Jaap Castricum die uit de Beverwijkse band Invasion stapte om vervolgens bij Carlsberg te gaan spelen en bassist Gerard van Dooren. In deze samenstelling werd eind 1978 in Weesp begonnen aan de opnamen voor het eerste album No credit cards. De eerste single How can I say werd geen succes, maar de opvolger All the president's men haalde in 1979 de 30e plaats in de Nederlandse Top 40. Hoewel de groep hierna nog enkele singles uitbracht, zou dit de enige en laatste hit voor hen zijn.
Een jaar later verschenen er twee albums van Carlsberg: het studioalbum Cash & carry en de daarvan afkomstige single When the morning comes en het livealbum Carlsberg Live. Tegen die tijd hadden Van Dooren en Terlaak de groep al verlaten. Zij gingen in Ratata (de band van Jan Rot) spelen. Van Dooren en Terlaak werden vervangen door bassist Albert Schierbeek en drummer Burt van der Meij. In deze periode had de groep ook wat succes in het buitenland. Zo stonden ze in West-Duitsland in het voorprogramma van Uriah Heep en won de groep populariteit in Australië.
In 1983 verscheen Loaded, het laatste album van Carlsberg. Van Dooren was inmiddels weer in de plaats gekomen van Schierbeek. De nummers Demonstration time en de Dionne Warwick-cover Anyone who had a heart kwamen uit op single, maar het mocht niet meer baten. Na een hoge belastingaanslag ging de groep uit elkaar. Een jaar later werd de groep De Gigantjes opgericht, waar Kraaijeveld en Terlaak in het begin in zaten en Kruisman tot het einde in 1999. Maar ook daar wisselde de samenstelling.

## Bezetting
De voornaamste leden van Carlsberg waren:
- Rob Kruisman
- Bart Terlaak  - Burt van der Meij
- Jaap Castricum (vanaf 1977)
- Gerard van Dooren (1977-1980, 1983)

## Discografie

### Singles
| Single met eventuele hitnotering(en) in de Nederlandse Top 40 | Datum van verschijnen | Datum van binnenkomst | Hoogste positie | Aantal weken | Opmerkingen |
| ------------------------------------------------------------- | --------------------- | --------------------- | --------------- | ------------ | ----------- |
| Sweet Louise                                                  |                       | 13-12-1975            | tip             |              |             |
| All the president's men                                       |                       | 21-7-1979             | 30              | 4            |             |